# 長崎市立岩屋中学校
長崎市立岩屋中学校（ながさきしりついわやちゅうがっこう、Nagasaki City Iwaya Junior High School）は長崎県長崎市岩屋町にある公立中学校。地元では「岩中」（がんちゅう）、「岩屋中」（いわやちゅう）と略される。

## 概要
歴史
長崎市北部地区の人口増加に伴い、1961年（昭和36年）に開校した。
校訓
「力」
校章
岩屋山をモチーフに、全体で「中」の文字を表している。
校歌
歌詞は3番まである。1番の歌詞中に岩屋山（岩屋の峰）が登場し、各番とも校名の岩屋で終わる。
校区
以下の小学校の通学区域が含まれている。
- 長崎市立西北小学校（にしきた、長崎市西北町13-1、北緯32度47分50.6秒 東経129度51分8.1秒）
- 長崎市立虹が丘小学校（にじがおか、長崎市虹が丘町2432、北緯32度47分48.5秒 東経129度50分25.5秒）
- 長崎市立滑石小学校（なめし、長崎市滑石2丁目20番5号、北緯32度48分35秒 東経129度50分34秒）

## 沿革
- 1961年（昭和36年）
  - 4月1日 - 「長崎市立岩屋中学校」（現校名）が開校。
    - 長崎市北部地区の中学生急増対策として、長崎市立江平中学校、長崎市立緑が丘中学校、長崎市立小島中学校と同時期に開校した。
    - 校舎は鉄筋コンクリート造3階建て。
    - 長崎市立西浦上中学校から生徒を移す。

  - 4月10日 - 開校式・入学式を挙行。（1年5学級、2年4学級 計9学級467名）
  - 4月11日 - 1年5学級、2年5学級　計10学級469名となる。
- 1962年（昭和37年）5月1日 - 校歌が制定。
- 1963年（昭和38年）3月15日 - 校旗が制定。
- 1968年（昭和43年）4月1日 - 学級数、生徒数が最大となる。（1年8学級、2年8学級、3年8学級、計24学級1033名）
- 1969年（昭和44年）3月31日 - 長崎市立滑石中学校新設のため、校区の一部を分割し、2年61名、1年80名が転出。
- 2004年（平成16年）9月6日 - 学校給食を開始。
- 2011年（平成23年）- 創立50周年を迎える。（1年5学級、2年5学級、3年5学級 計15学級525名）
- 2021年（令和3年）-創立60周年を迎える。（1年5学級、2年4学級、3年4学級 計13学級 約400名)

## 学校行事
3学期制
1学期
- 5月 - 体育大会

2学期
- 8月 - 職場体験（2年）
- 10月 - 合唱コンクール
- 12月 - 修学旅行（2年）

3学期
- 3月 - 球技大会

## 部活動
運動部
- 陸上部
- 野球部
- サッカー部
- ソフトテニス部
- 水泳部
- 柔道部
- 剣道部
- バレーボール部
- バスケットボール部
- バドミントン部
- 卓球部

文化部
- 合唱部
- 美術部

## 著名な卒業生
- 池田浩 - フラメンコギタリスト 作曲家
- 岡崎徹 - 仮面ライダーアマゾン
- 佐田繁理 - 日本人初のプロサッカー選手
- 佐田玲子 - シンガーソングライター
- 原田貴和子 - 女優
- 原田知世 - 歌手・女優
- 坂上洋子 - 柔道オリンピックメダリスト
- 満永ひとみ - バレーボール
- 松尾英太郎 - 劇団スパイスガーデン　役者
- 和田大樹 - hare-brained unity　ベーシスト
- 前田雄一郎 - DEEP　シンガー
- 井上俊輔 - バレーボール
- 前田亮太 - DEEP　シンガー
- マスク兄弟 りょうすけ - YouTuber

## 周辺
- 西友道の尾店
- 長崎岩屋郵便局
- 長崎県立長崎工業高等学校
- エミネント葉山町（住宅地で、住所表記の町となっている。）
- 道ノ尾病院
- 虹ヶ丘病院

## アクセス
最寄りの鉄道駅
- JR九州長崎本線 道ノ尾駅

最寄りのバス停
- 長崎バス 葉山（はやま）バス停
  - 長崎駅・浦上駅方面から
    - 2番虹ヶ丘行きのバスに乗車。
    - 1番寺川内（てらかわち）行きのバスに乗車。（平日のみの運行）
    - 1番「時津」「溝川」「上横尾」「桜の里ターミナル」行きのバスに乗車し、道ノ尾バス停で下車後、徒歩10分。
- 県営バス 道の尾バス停
  - 女の都団地・三原団地・住吉方面から北陽小学校前行きのバスに乗車。

最寄りの国道
- 国道206号
  - 長崎駅・浦上駅方面から道ノ尾交差点を過ぎた直後、歩道橋のある手前で左折。